# Святий Кирик (острів)
Острів Святий Кирик (болг. Свети Кирик), також відомий як Святий Кирило або Святі Кирик та Іулітта — болгарський острів у Чорному морі, розташований на відстані 250 метрів від Созополя. Його площа — близько 0,08 км², висота — 15 метрів. Острів сполучений з континентом за допомогою дороги та молу. На відміну від більшості інших болгарських островів у Чорному морі, на Святому Кирику повністю розвинута інфраструктура. Мол був побудований у 1927 році і сформував Созопольську затоку у вигляді підкови, де вода спокійна навіть при найнесприятливіших погодних умовах.
Острів названо на честь середньовічного монастиря святих Кирика та Іулітти, руїни якого збереглися і до сьогодні. Монастир підпорядковувався основному ставропігійному монастирю на прилеглому острові Святий Іван. У 1372 році монастир святих Кирика та Іулітти отримав виноградник. А в 1629 році був зруйнований османами.
У 1925-1926 рр. на острові побудували школу для рибалок і моряків, в якій було дозволено навчатися тільки сиротам. Школа проіснувала всього 10 років, а вже в 1936 р. її реорганізували для розміщення болгарської військово-морської академії. До 2005 року острів Святий Кирик був забороненою військовою територією, оскільки тут розташовувалися військово-морська база болгарських військово-морських сил. На острові були побудовані 38 масивних будівель із загальною площею 10 тис. м², три підземних сховища та гідротехнічні споруди. Острів використовувався Міністерством оборони як військовий порт.
У 2007 році острів Святий Кирик був остаточно демілітаризований і має стати центром міжнародного морського туризму. Ще в 1965 році острів оголошено пам’яткою культури і включено в межі заповідника Созополя.

## Галерея

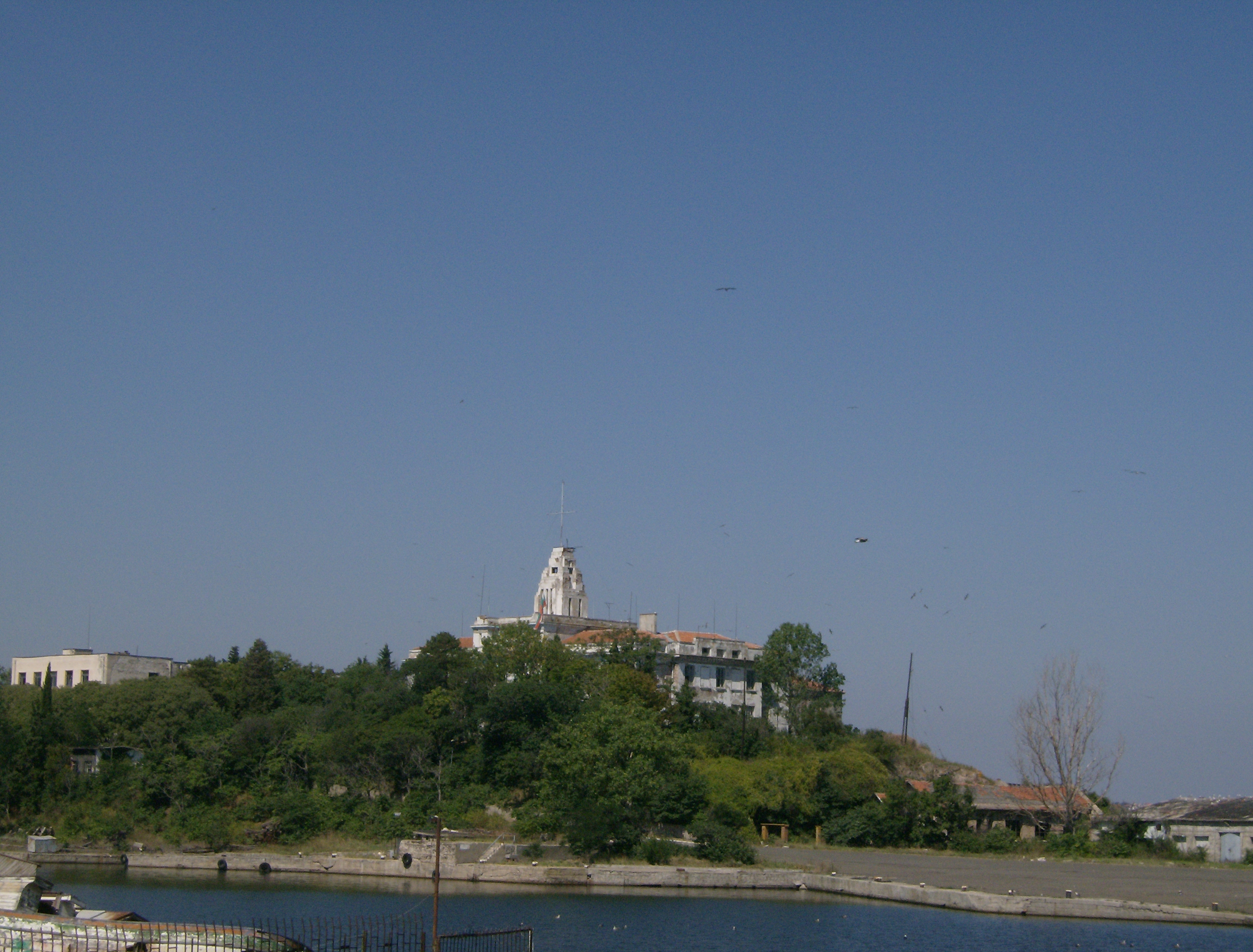
Острів Святий Кирик
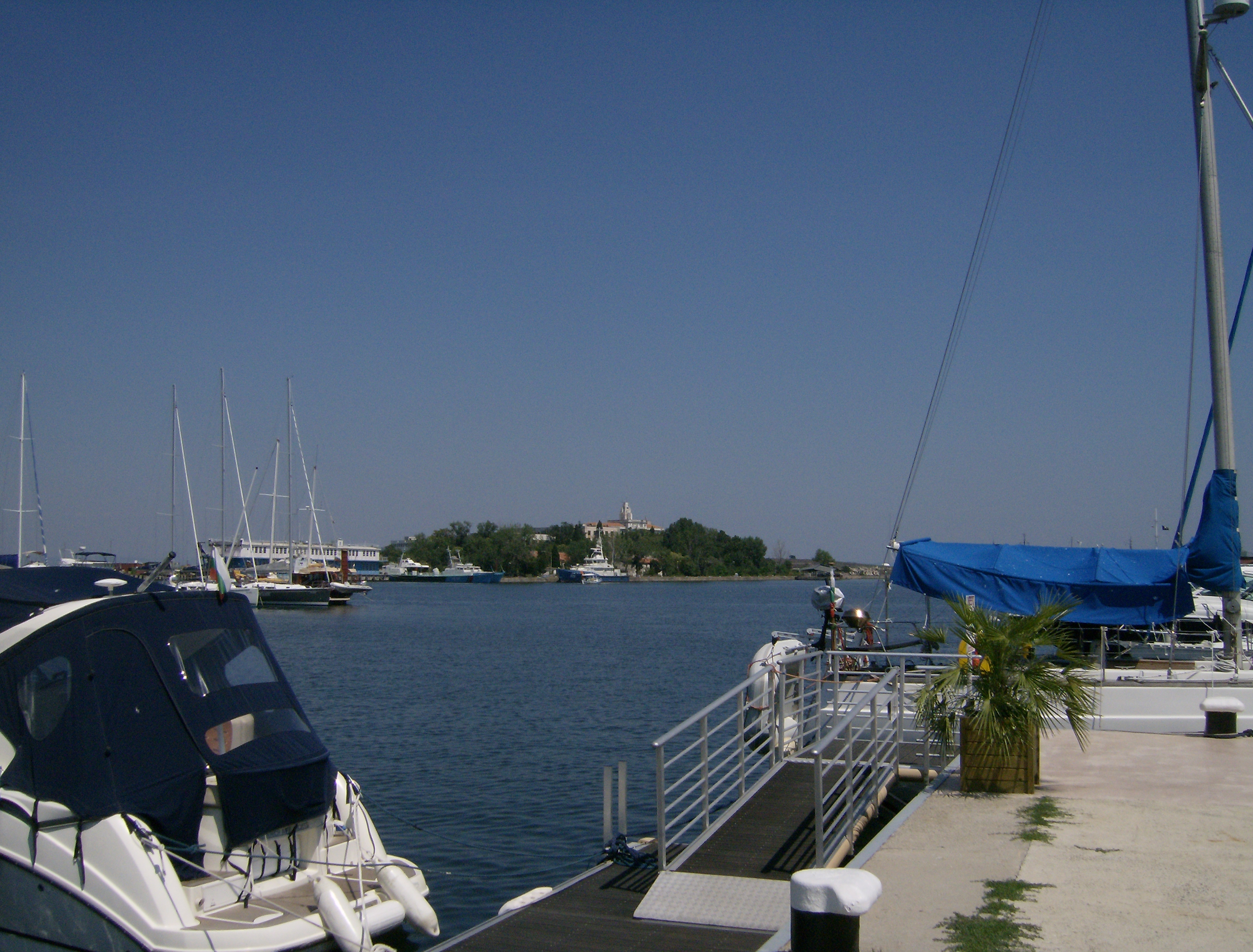
Острів Святий Кирик